# Suberites anastomosus
Suberites anastomosus är en svampdjursart som beskrevs av Brøndsted 1924. Suberites anastomosus ingår i släktet Suberites och familjen Suberitidae. Inga underarter finns listade i Catalogue of Life.